# Treasure Disc
『Treasure Disc』（トレジャー ・ディスク）は、テレビアニメ『探偵歌劇 ミルキィホームズ TD』で使用された挿入歌を収録したアルバムである。2015年4月15日にブシロードミュージックから発売された。販売元はポニーキャニオン。Elements Gardenが全曲をサウンドプロデュース。同アニメのサウンドトラックと同時発売された。

## 概要
2015年5月2日にパシフィコ横浜・国立大ホールで開催された『ライブ 探偵歌劇 ミルキィホームズ TD『とろとろどんどん』』にミルキィホームズ、ミルキィホームズ フェザーズ、天城茉莉音役の新田恵海、法条美樹役の中津真莉が出演し、全曲が披露された（明智小衣役の南條愛乃は出演しなかったため、「パーフェクトラブ！」はアニメ映像のみ）。同イベントでは本作品のLP盤が先行発売された。

## 収録曲
1. PIECE&PEACE
  - 歌：ミルキィホームズ（三森すずこ、徳井青空、佐々木未来、橘田いずみ） / 作詞：RUCCA / 作曲・編曲：喜多智弘（Elements Garden）
2. パーフェクトラブ！
  - 歌：明智小衣（南條愛乃） / 作詞：RUCCA / 作曲：菊田大介（Elements Garden） / 編曲：喜多智弘（Elements Garden）
3. エッセンシャル！
  - 歌：ミルキィホームズ / 作詞：RUCCA / 作曲・編曲：岩橋星実（Elements Garden）
4. ミルキィろけんろー
  - 歌：ミルキィホームズ / 作詞：RUCCA / 作曲：菊田大介（Elements Garden） / 編曲：藤永龍太郎（Elements Garden）
5. 未体験ワールド！
  - 歌：ミルキィホームズ / 作詞：RUCCA / 作曲・編曲：岩橋星実（Elements Garden）
6. ト・リ・コ
  - 歌：エルキュール・バートン（佐々木未来） / 作詞：RUCCA / 作曲・編曲：喜多智弘（Elements Garden）
7. NERORO☆おんど
  - 歌：譲崎ネロ（徳井青空） / 作詞：RUCCA / 作曲：母里浩樹（Elements Garden） / 編曲：喜多智弘（Elements Garden）
8. 禁断サンクチュアリ
  - 歌：コーデリア・グラウカ（橘田いずみ） / 作詞：RUCCA / 作曲・編曲：菊田大介（Elements Garden）
9. ラッキー*フルスロットル
  - 歌：シャーロック・シェリンフォード（三森すずこ） / 作詞：RUCCA / 作曲・編曲：菊田大介（Elements Garden）
10. ハートGoes on!
  - 歌：ミルキィホームズ / 作詞：RUCCA / 作曲：菊田大介（Elements Garden） / 編曲：藤永龍太郎（Elements Garden）
11. 奇跡の歌
  - 歌：天城茉莉音（新田恵海）&法条美樹（中津真莉） / 作詞：RUCCA / 作曲：上松範康（Elements Garden） / 編曲：菊田大介（Elements Garden）
12. いい日TD
  - 歌：ミルキィホームズ&フェザーズ（愛美、伊藤彩沙）&明智小衣（南條愛乃）&天城茉莉音（新田恵海） / 作詞：RUCCA / 作曲：上松範康（Elements Garden） / 編曲：喜多智弘（Elements Garden）